# عروج آفتاب
عروج آفتاب (انگلیسی: Arooj Aftab؛ زادهٔ ۱۱ مارس ۱۹۸۵) موسیقی‌دان و آهنگساز پاکستانی ساکن بروکلین است. آفتاب در سبک‌های مختلفی کار می‌کند، از جمله جاز، موسیقی نو صوفی و مینیمال.
آفتاب در سال ۲۰۱۸، جایزهٔ امی برا ی اخبار و مستند را دریافت کرد. آفتاب نخستین پاکستانی برندهٔ جایزهٔ گرمی است. او در آوریل ۲۰۲۲ در شصت و چهارمین دورهٔ جوایز گرمی، با ترانهٔ «محبت» برندهٔ بهترین اجرا موسیقی جهانی شد، علاوه بر آن نامزد بهترین هنرمند نوظهور شده بود.

## آغاز زندگی
آفتاب از والدینی پاکستانی مقیم عربستان سعودی زاده شد. هنگامی که او حدود ۱۰ ساله بود، آنها به زادگاه پدر و مادرش، لاهور، پاکستان بازگشتند. او نواختن گیتار را به شکل خودآموز فراگرفت و به تدریج سبک خوانندگی خود را با گوش دادن به بیلی هالیدی، هرپراساد چراسیا، ماریا کری و بیگم اختر به دست آورد. در آن زمان، آفتاب در کشوری زندگی می‌کرد که دسترسی به پلتفرم‌های آنلاین غربی دشوار بود و زیرساخت‌ها برای موسیقی مستقل وجود نداشت. با این حال، در این زمینه، او موسیقی خود را در پاکستان تبلیغ کرد و یکی از نخستین موسیقیدانانی بود که در اوایل دههٔ ۲۰۰۰ از اینترنت استفاده کرد. اجرای او از "مرا پیار" و "هللویا" در فضای مجازی پخش شد و صحنهٔ موسیقی مستقل پاکستان را راه اندازی کرد.
آفتاب در سال ۲۰۰۵ در ۱۹ سالگی به ایالات متحده مهاجرت کرد و مدرک تهیهٔ و مهندس موسیقی و آهنگسازی جاز را از کالج موسیقی برکلی بوستون دریافت کرد. او در سال ۲۰۱۰ به نیویورک نقل مکان کرد و شروع به کار به عنوان تدوینگر و فیلمبردار کرد. از زمان فارغ‌التحصیلی، آفتاب در آنجا زندگی می‌کند و بخشی از صحنهٔ جاز و «موسیقی جدید» آن شهر بوده‌است.

## دوران حرفه‌ای
در آوریل ۲۰۱۱، آفتاب در فهرست «۱۰۰ آهنگساز زیر ۴۰ سال» که ان‌پی‌آر و WQXR-FM Q2 (ایستگاه رادیویی اینترنتی موسیقی کلاسیک معاصر) راه اندازی کردند، قرار گرفت.
نخستین آلبوم آفتاب، «پرنده زیر آب»، مستقلاً در سال ۲۰۱۴ منتشر شد. این آلبوم مورد تحسین منتقد، دیوید هانیگمن، از فایننشال تایمز قرار گرفت.
که در مارس ۲۰۱۵ چهار ستاره از پنج ستاره را به آلبوم داد.[
او به عنوان تدوینگر در مستند «مسلح به ایمان» (۲۰۱۷)، برندهٔ جایزهٔ امی ۲۰۱۸، کار کرد.
دومین آلبوم او به نام «جزایر سیرن» را در ۱۲ ژوئن ۲۰۱۸ نیو آمستردام رکوردز منتشر کرد. ان‌پی‌آر این آلبوم را در فهرست «موسیقی الکترونیک و رقص مورد علاقهٔ ۲۰۱۸» خود قرار داد. نیویورک تایمز آهنگ «جزیره شماره ۲» را که نماینده آلبوم بود در فهرست «۲۵ بهترین آهنگ موسیقی کلاسیک سال ۲۰۱۸» فهرست کرد. در اواسط ژوئیهٔ ۲۰۱۸، آهنگ «لالایی»، برگرفته از «پرنده زیر آب»، در فهرست «۲۰۰ بهترین آهنگ زنان قرن بیست و یکم» ان‌پی‌آر آن در رتبه ۱۵۰ قرار گرفت.
در سال ۲۰۲۰، آفتاب، همراه با دیگر خوانندگان، در تک‌آهنگ برندهٔ جایزهٔ گرمی لاتین «Residente Antes Que El Mundo Se Acabe» خواند. در آن سال، او موسیقی فیلم «بیتو» برندهٔ جایزهٔ آکادمی دانشجویی (بخش روایی) اثر کاریشما دوب را ساخت.
سومین آلبوم استودیویی آفتاب به «لاشخور شاهزاده»، در ۲۳ آوریل ۲۰۲۱ از طریق نیو آمستردام رکوردز منتشر شد. از لحاظ موضوعی، این آلبوم داستان‌های افراد، روابط و لحظات از دست رفته را مورد بحث قرار می‌دهد و به یادبود برادر کوچکترش ماهر اهدا شده‌است. Vulture Prince از سوی نشریاتی مانند پیچفرک، ان‌پی‌آر و کانال خبری انگلیسی زبان الجزیره مورد تحسین قرار گرفت. باراک اوباما آهنگ «محبت» را از این آلبوم به عنوان یکی از لیست ترانه‌های مورد علاقه تابستانی خود در سال ۲۰۲۱ انتخاب کرد. تایم و نیویورک تایمز «محبت» را یکی از بهترین آهنگ‌های سال ۲۰۲۱ نامیدند روزنامه هلندی دفلکراست «لاشخور شاهزاده» را به عنوان بهترین آلبوم سال ۲۰۲۱ انتخاب کرد و در صدر فهرست پایان سالش قرار داد. برنا ارلیچ این آلبوم را در فهرست «بهترین موسیقی ۲۰۲۱»  منتخب کارکنان رولینگ استون در رتبه ششم قرار داد. و گاردین در فهرست ۵۰ آلبوم برتر سال ۲۰۲۱ در رتبه بیستم قرار گرفت. لورا اسنیپس، آفتاب را «بزرگ‌ترین کشف موسیقی سال» نامیدند. در حالی که این آلبوم در ده آلبوم برتر لس آنجلس تایمز "بهترین آلبوم سال ۲۰۲۱" رتبه‌ای نداشت، اما در لیست "۱۵ آلبوم شایسته" آنها گنجانده شد. در اواخر سال ۲۰۲۱، آفتاب با ورو رکوردز قرارداد امضا کرد.